# Ендова

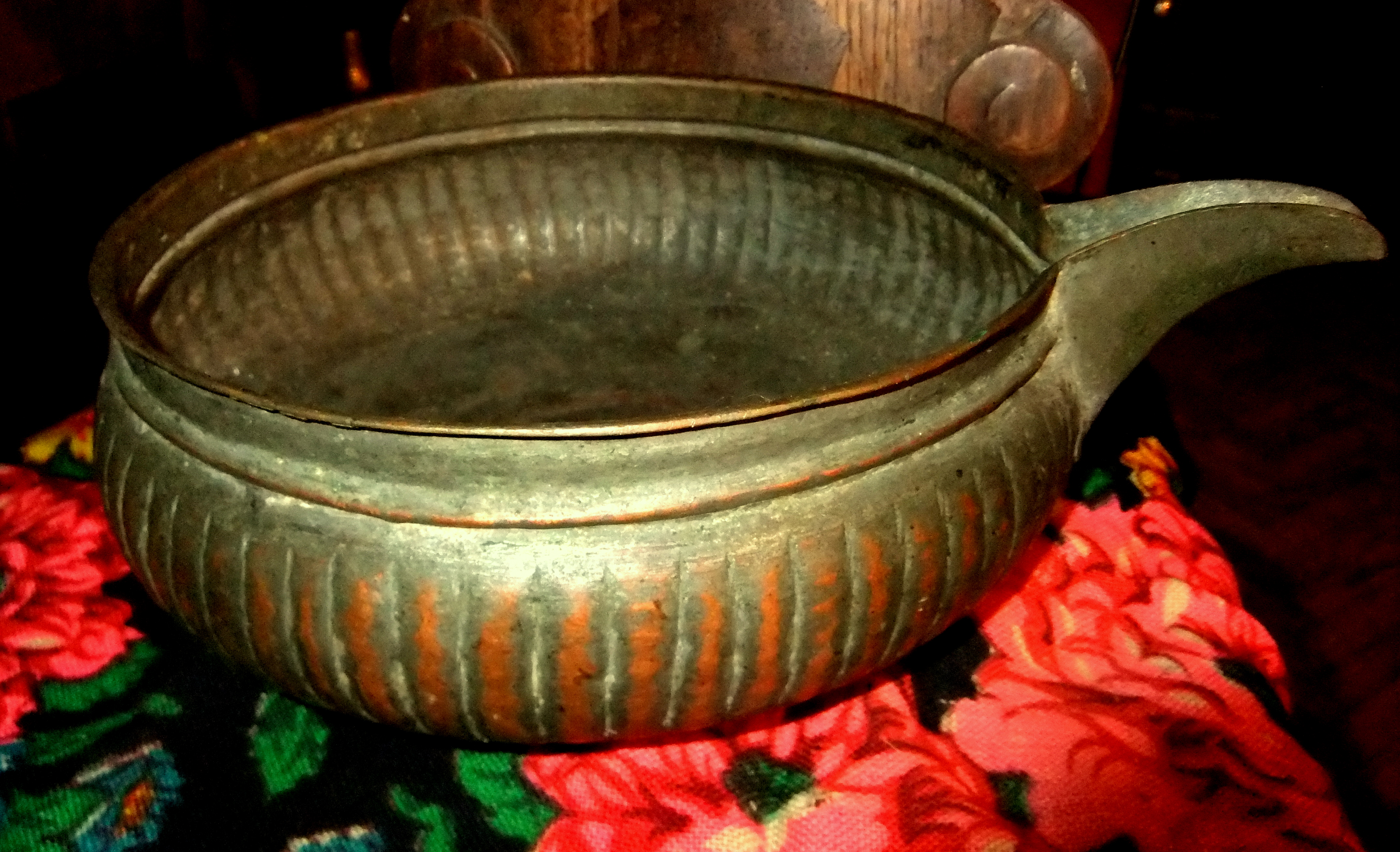
Ендова медная

Ендова́ (также яндова́) — вид братины, низкая и широкая медная (лужёная) или деревянная посуда с отливом в виде желобка, используемая для подачи алкогольных напитков (пива, браги, мёда, вина) на праздничный стол во время пира и их разлива по чаркам или стаканам.
Сосуды под названием «яндова» были разной вместимости: могли достигать нескольких вёдер, но изготовлялись и очень маленькие. Например, в Кирилловской расходной книге значилось: «квасу медвеного яндову большую 10 чаш», «яндова чёрные патоки две чаши».
В российском военном флоте вплоть до начала XX века в ендове традиционно выдавали матросам на кораблях «винную порцию», то есть водку. Они подходили к ендове по очереди, снимали головной убор, брали чарку, зачерпывали водку, медленно ее выпивали и передавали чарку следующему.

## Виды ендов
Сосуд делали в виде ладьи, утки, гуся, петуха. В XVI веке ендовы были заимствованы у русских народами Поволжья, особенно мордвой, чувашами, марийцами, а также карелами. Бытуют у них до настоящего времени в качестве национальной утвари, изготавливаемой из липы, берёзы, дуба, клёна и других лиственных пород деревьев.
Известны тверские и северодвинские варианты. Лучшие тверские ендовы вырезали из капа (нарост на дереве). Они имели форму чаши на поддоне овальной или кубической формы с носком-сливом в виде жёлоба и рукояткой. Северодвинская ендова имела форму круглой чаши на низком поддоне со слегка отогнутыми краями с полуоткрытым носком в виде желобка. Рукоятки делались очень редко. Первоначальная обработка деревянных ендов производилась топором; глубину сосуда выдалбливали (выбирали) теслом, затем выравнивали скобелем. Окончательную внешнюю обработку делали резцом и ножом.

## Ендова в литературе
Пук горящей лучины, воткнутый в светец, изливал довольно яркий свет на всё общество; по остаткам хлеба и пустым деревянным чашам можно было догадаться, что они только что отужинали и вместо десерта запивали гречневую кашу брагою, которая в большой медной ендове стояла посреди стола.— Михаил Загоскин. Юрий Милославский, или Русские в 1612 году.

Гомонно. Меж столов снуют кабацкие ярыжки: унимают задиристых питухов, выкидывают вконец опьяневших на улицу, подносят от стойки сулеи, яндовы и кувшины. …— Валерий Замыслов. Иван Болотников.

Два же брата между тем

Деньги царски получили,

В опояски их зашили,

Постучали ендовой

И отправились домой.
— Пётр Ершов. «Конек-Горбунок»

## Пословицы и поговорки
- Супротив ендовы (по ендове) и чарка!
- Ендову на стол, а ворота на запор!
- В поле неприятель, дома гость: садись под святые, починай ендову!
- Браги ендова — всему голова.
- Иное от книг, иное от ендовы (бывает).